# 欧洲E65公路

欧洲E65公路

欧洲E65公路（E65）是欧洲的一条国际公路，起点为瑞典马尔默，经过波兰、捷克共和国、斯洛伐克、匈牙利、克罗地亚、波斯尼亚和黑塞哥维那、黑山、塞尔维亚、科索沃和北马其顿，终点为希腊哈尼亚，全长约4,400公里。
其中共有两段渡轮连接。第一段为瑞典于斯塔德到波兰希维诺乌伊希切。另一段为希腊境内卡拉马塔到基萨莫斯。

## 线路
欧洲E65公路穿过以下主要城市：

- 瑞典：马尔默（E6、E20、E22） - 于斯塔德  -（渡轮）
- 波兰：（渡轮）- 希維諾烏伊希切 -（DK 3（波兰语：Droga krajowa nr 3 (Polska)））- 托斯赞（波兰语：Troszyn (powiat kamieński)）（S3（波兰语：Droga ekspresowa S3 (Polska)）） -（DK 3（波兰语：Droga krajowa nr 3 (Polska)））- 戈萊紐夫（开始与E28共线） -（S3（波兰语：Droga ekspresowa S3 (Polska)））- 什切青（A6（波兰语：Autostrada A6 (Polska)）或S3（波兰语：Droga ekspresowa S3 (Polska)），结束与E28共线） -（S3（波兰语：Droga ekspresowa S3 (Polska)））- 大波蘭地區戈茹夫 - 希维博津（E30） - 新蘇爾 -（DK 3（波兰语：Droga krajowa nr 3 (Polska)））- 萊格尼察（E40） - 耶萊尼亞古拉 - 什克拉爾斯卡-波倫巴
- 捷克：哈拉霍夫 -（I/10（捷克語：Silnice I/10））- 熱萊茲尼布羅德 - 图尔诺夫（E442（英语：European route E442）） -（D10（捷克語：Dálnice D10））- 布拉格（D0，E55、E67，开始与E50和E59共线） -（D1）- 洪波萊茨（E551（英语：European route E551）） - 伊赫拉瓦（结束与E59共线） - 布爾諾（E461（英语：European route E461），结束与E50共线） -（D2）- 布熱茨拉夫
- 斯洛伐克（全线为D2）：布罗德斯克 - 布拉迪斯拉发（开始与E75共线）
- 匈牙利：劳伊考 -（M15（匈牙利语：M15-ös autópálya (Magyarország)））- 莫雄馬扎爾古堡（M1，E60，结束与E75共线） -（86（匈牙利语：86-os főút (Magyarország)））- 喬爾瑙 - 海吉福卢 -（M86（匈牙利语：M86-os autóút (Magyarország)））- 松博特海伊 -（86（匈牙利语：86-os főút (Magyarország)））- 克爾門德（E66（英语：European route E66）） - 纳道什德 -（76（匈牙利语：76-os főút (Magyarország)））- 佐洛埃格塞格（761） -（74（匈牙利语：74-es főút (Magyarország)））- 瑙吉考尼饒（开始与E71共线） -（M7）- 萊泰涅（E653（英语：European route E653））
- 克罗地亚（本土）：戈里钱 -（A4）- 萨格勒布（A3，E59、E70） -（A1）- 卡爾洛瓦茨 - 波斯利耶沃（结束与E71共线） - 里耶卡 -（A7）- 克拉列維察 -（D8）- 塞尼 -（D23）- 朱卡洛克瓦（开始与E71共线） -（A1）- 扎達爾 - 斯普利特（结束与E71共线） - 普洛切 （D425，E73） -（D8）- 克莱克
- 波斯尼亚和黑塞哥维那（全线为M2）：内乌姆
- 克罗地亚（东南，全线为D8）：扎顿多利 - 杜布罗夫尼克（开始与E80共线） - 卡拉索维奇（英语：Debeli Brijeg）
- 黑山：代贝利布里耶格（英语：Debeli Brijeg） -（M-1（英语：M-1 highway (Montenegro)））- 彼得罗瓦茨（英语：Petrovac, Budva）（开始与E851（英语：European route E851）共线） - 苏托莫雷（英语：Sutomore）（结束与E851（英语：European route E851）共线） -（M-1.1（英语：M-1.1 highway (Montenegro)））- 维帕扎（英语：Virpazar） -（M-2（英语：M-2 highway (Montenegro)））- 波德戈里察（E762（英语：European route E762）） - 利巴尔维那（英语：Ribarevina）（E763） -（M-5（英语：M-5 highway (Montenegro)））- 比耶洛波列 - 德拉奇诺瓦茨
- 塞尔维亚：梅赫夫克尔什 -（22） - 维西尼斯 -（31）- 维特科维采
- 科索沃（全线为M-2）：米特罗维察 - 普里什蒂纳（E851（英语：European route E851），结束与E80共线） - 埃萊茲漢
- 北马其顿：布拉塞 -（A4（英语：A4 motorway (North Macedonia)））- 斯科普里（E75） -（A2）- 奥赫里德（E852（英语：European route E852）） -（A3（英语：A3 motorway (North Macedonia)））- 梅吉特里亚
- 希腊：尼基（希臘語：Νίκη Φλώρινας） -（EO3（希臘語：Εθνική Οδός 3 (Ελλάδα)））- （E86（英语：European route E86）） - 托勒密 -（A27（希臘語：Αυτοκινητόδρομος 27 (Ελλάδα)））- 科扎尼（E90） -（EO3（希臘語：Εθνική Οδός 3 (Ελλάδα)））- 拉里萨（E75、E92（英语：European route E92）） - 佐莫科斯 - 拉米亚（E75、E951（英语：European route E951）） -（A1）- 溫泉關（E75） -（EO3（希臘語：Εθνική Οδός 3 (Ελλάδα)））- 布拉洛斯（希臘語：Μπράλος Φθιώτιδας） -（EO27（希臘語：Εθνική Οδός 27 (Ελλάδα)））- 帕特雷（EO5（希臘語：Εθνική Οδός 5 (Ελλάδα)），E55） -（A8（英语：Motorway 8 (Greece)））- 科林斯（E94（英语：European route E94）） -（A7（希臘語：Αυτοκινητόδρομος Κεντρικής Πελοποννήσου））- 特里波利斯（E961（英语：European route E961）） - 迈利加拉斯（希臘語：Μελιγαλάς）（E55） - 卡拉马塔（EO7） - （渡轮）- 基萨莫斯 -（EO90）- 哈尼亚（A90（希臘語：Αυτοκινητόδρομος 90 (Ελλάδα)），E75）

## 沿途风景

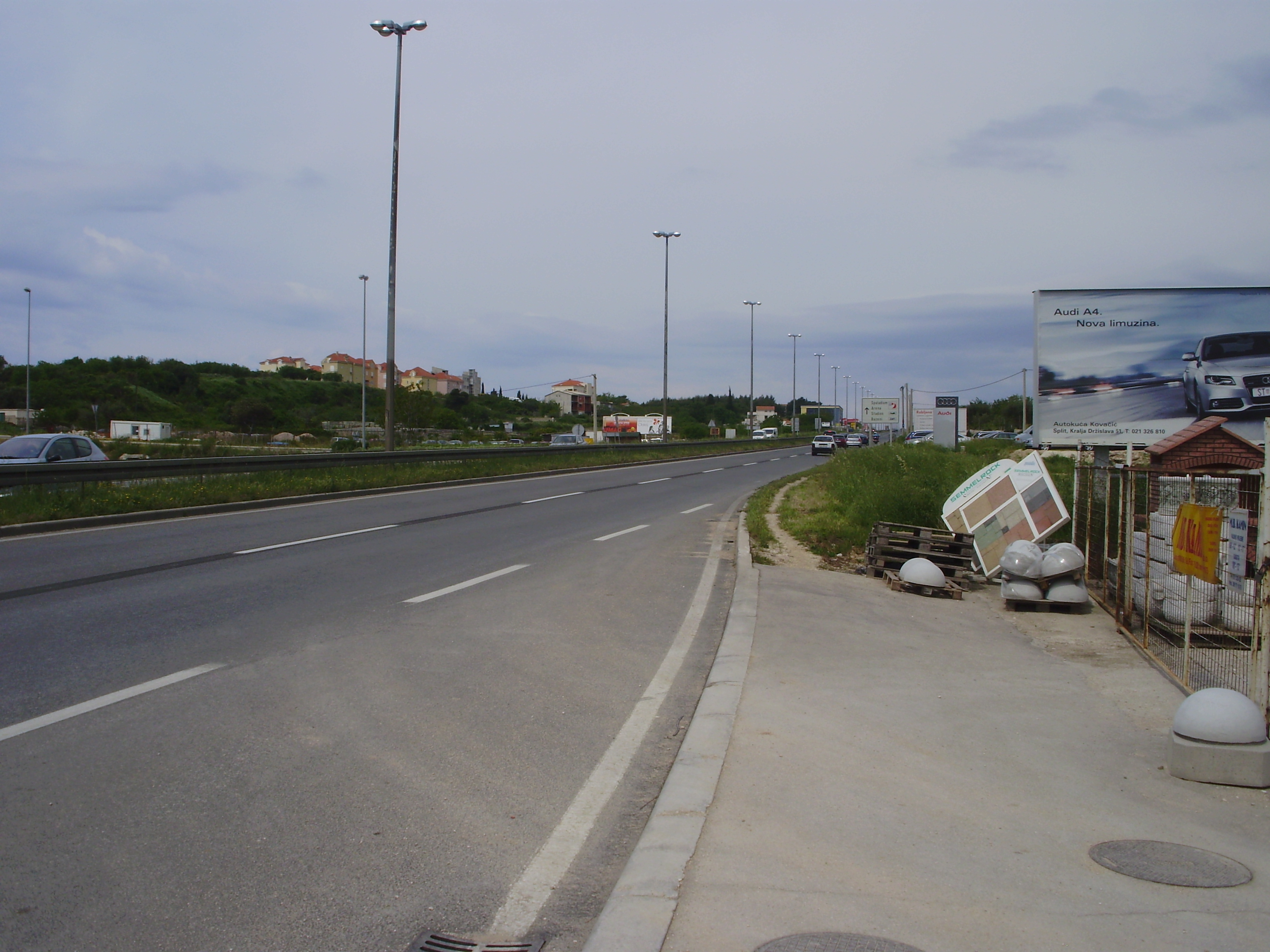
欧洲E65公路克罗地亚斯普利特路段
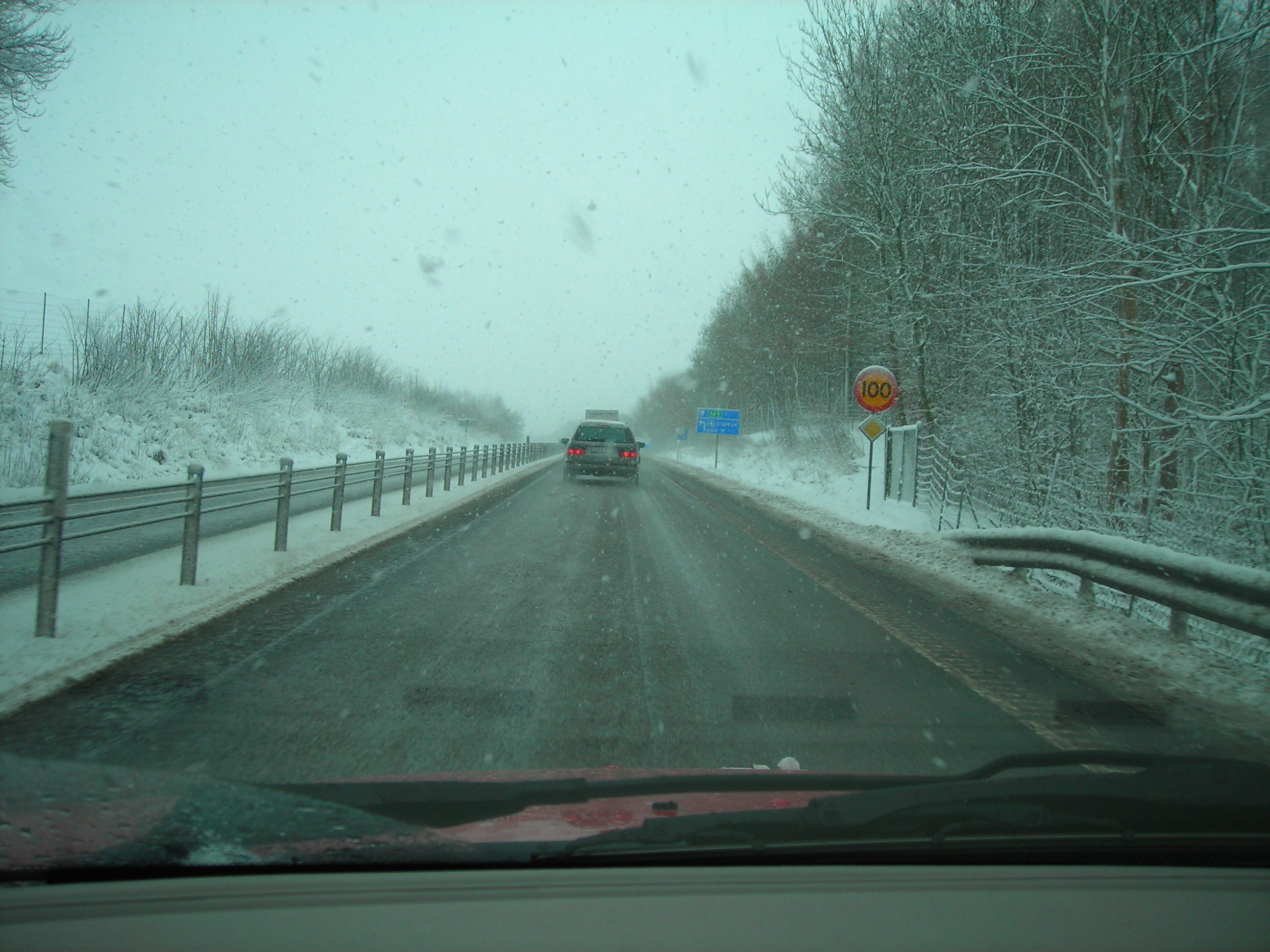
欧洲E65公路经过瑞典马尔默机场附近